# Michaił Łazurienko
Michaił Konstantinowicz Łazurienko (ros. Михаил Константинович Лазуренко, ur. 1908 w Gorłówce, zm. 1987 w Kijowie) – radziecki działacz partyjny.

## Życiorys
Skończył technikum industrialne, w latach 1927–1931 pracował jako technik i ślusarz na kolei, potem został zastępcą przewodniczącego rejonowego drogowego biura inżynierów i techników na Kolei Południowo-Donieckiej. Od 1932 należał do WKP(b), do 1939 pracował w KC Związku Robotników Kolei Południa w Charkowie, do grudnia 1939 był I sekretarzem Lenińskiego Komitetu Rejonowego KP(b)U w Charkowie. Jednocześnie we wrześniu 1939  skierowany jako członek Tymczasowego Zarządu miasta Stanisławowa odebranego właśnie przez ZSRR Polsce po agresji z 17 września 1939. Od grudnia 1939 do 1941 był III sekretarzem Komitetu Miejskiego KP(b)U w Stanisławowie, 1944–1946 II sekretarzem tego komitetu, a w latach 1946–1949 II sekretarzem Komitetu Obwodowego KP(b)U w Stanisławowie, 1949–1952 był słuchaczem Wyższej Szkoły Partyjnej przy KC WKP(b). Od czerwca 1952 do lutego 1954 był sekretarzem, a od 9 lutego 1954 do 11 lutego 1961 I sekretarzem Komitetu Obwodowego KP(b)U/KPU we Lwowie, jednocześnie od 26 marca 1954 do 17 marca 1971 był członkiem KC KPU. Od 25 lutego 1956 do 17 października 1961 był członkiem Centralnej Komisji Rewizyjnej KPZR, od lutego 1961 do stycznia 1963 I sekretarzem Komitetu Obwodowego KPU w Żytomierzu, od stycznia 1963 do grudnia 1964 I sekretarzem Żytomierskiego Wiejskiego Komitetu Obwodowego KPU, a od grudnia 1964 do 13 maja 1968 I sekretarzem Żytomierskiego Komitetu Obwodowego KPU. Od maja 1968 do 1983 był członkiem Komitetu Kontroli Partyjnej przy KC KPZR, następnie przeszedł na emeryturę. Był deputowanym do Rady Najwyższej ZSRR 5. kadencji. Został odznaczony Orderem Lenina, Order Rewolucji Październikowej i trzema Orderami Czerwonego Sztandaru Pracy.